# Liste der Biografien/Daa
Liste der Biografien |
Portal Biografien |
Personensuche
# |
A |
B |
C |
D |
E |
F |
G |
H |
I |
J |
K |
L |
M |
N |
O |
P |
Q |
R |
S |
T |
U |
V |
W |
X |
Y |
Z |
?
 
Da |
Db |
Dc |
Dd |
De |
Dg |
Dh |
Di |
Dj |
Dk |
Dl |
Dm |
Dn |
Do |
Dq |
Dr |
Ds |
Du |
Dv |
Dw |
Dy |
Dz
 
Daa |
Dab |
Dac |
Dad |
Dae |
Daf |
Dag |
Dah |
Dai |
Daj |
Dak |
Dal |
Dam |
Dan |
Dao |
Dap |
Daq |
Dar |
Das |
Dat |
Dau |
Dav |
Daw |
Dax |
Day |
Daz
Die Liste der Biografien führt alle Personen auf, die in der deutschsprachigen Wikipedia einen Artikel haben. Dieses ist eine Teilliste mit 30 Einträgen von Personen, deren Namen mit den Buchstaben „Daa“ beginnt.

## Daa
- Daa, Claus (1579–1641), dänischer Admiral und Staatsmann
- Daa, Ludvig Kristensen (1809–1877), norwegischer Historiker und Politiker, Mitglied des Storting

### Daab
- Daab, Adolf (1872–1924), polnischer Bauunternehmer und Stadtrat
- Daab, Friedrich (1870–1945), deutscher evangelischer Pfarrer, Religionsphilosoph und Publizist

### Daae
- Daae, Ludvig Ludvigsen (1834–1910), norwegischer Historiker

### Daak
- Daak, Mohammed (* 1988), saudi-arabischer Leichtathlet
- Daake, Katharina von (* 1988), deutsche Synchronsprecherin und Hörspielsprecherin

### Daal
- Daal, Fanny, deutsche Schlagersängerin
- Daalder, Elsemieke (* 1987), niederländische Rechtswissenschaftlerin, Rechtshistorikerin und Hochschullehrerin
- Daalder, Hans (1928–2016), niederländischer Politikwissenschaftler und Hochschullehrer
- Daalder, Ivo (* 1960), amerikanischer Sicherheitsexperte
- Daalder, Joost (* 1939), niederländischer Anglist
- Daalder, Rene (1944–2019), niederländischer Filmregisseur und Drehbuchautor
- Daalderop, Nika (* 1998), niederländische Volleyball- und Beachvolleyballspielerin
- Daalderop-Bruggeman, Carla (1928–2015), niederländische Bildhauerin, Keramikerin und Malerin
- Daalen, Alida van (* 2002), niederländische Leichtathletin
- Daalen, Jarno van (* 2006), niederländischer Leichtathlet
- Daalen, Jean van (1864–1949), württembergischer Fotograf, Maler sowie Kinobetreiber niederländischer Herkunft

### Daam
- Daam, Henk van (* 1980), niederländischer SchlagersängerHenk van Daam (* 1980)

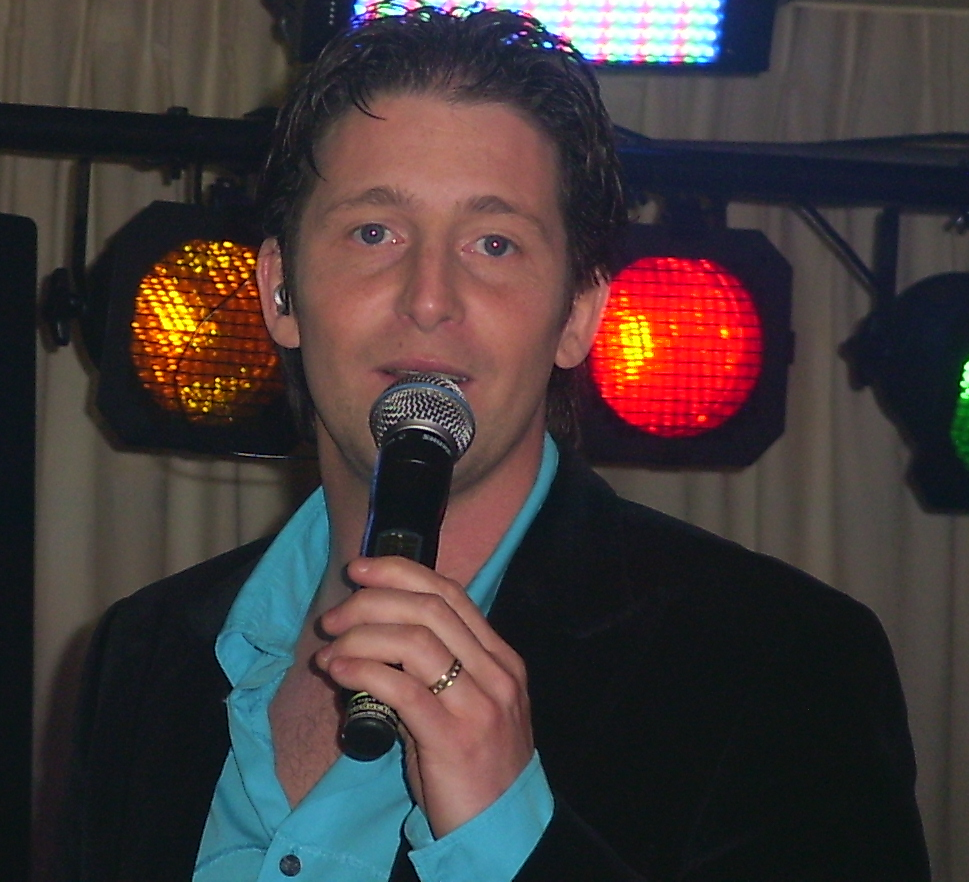
Henk van Daam (* 1980)

- Daams, Andreas (* 1971), deutscher Komponist und Schriftsteller

### Daan
- Daan, Karin (* 1944), niederländische bildende Künstlerin
- Daan, Serge (1940–2018), niederländischer Chronobiologe
- Daane-van Rensburg, Jacqueline (* 1937), südafrikanische Anti-Apartheidsaktivistin
- Daanje, Anjet (* 1965), niederländische Schriftstellerin und Drehbuchautorin

### Daao
- Daáood, Kamau (* 1950), amerikanischer Dichter und Spoken-Word-Rezitator

### Daar
- Daarstad, Erik (* 1935), norwegisch-US-amerikanischer Kameramann

### Daas
- Daas, Fatima (* 1995), französische Schriftstellerin
- Daase, Andrea (* 1972), deutsche Germanistin
- Daase, Christopher (* 1962), deutscher Politikwissenschaftler

### Daav
- Daavettila, Sara (* 1997), US-amerikanische Tennisspielerin